# Diócesis de Coroatá
La diócesis de Coroatá (en latín: Dioecesis Coroatensis y en portugués: Diocese de Coroatá) es una circunscripción eclesiástica de la Iglesia católica en Brasil. Se trata de una diócesis latina, sufragánea de la arquidiócesis de São Luís do Maranhão. Desde el 16 de enero de 2011 su obispo es Sebastião Bandeira Coêlho.

## Territorio y organización
La diócesis tiene 19 071 km² y extiende su jurisdicción sobre los fieles católicos de rito latino residentes en 16 municipios del estado de Maranhão: Coroatá, Alto Alegre do Maranhão, Anajatuba, Arari, Cantanhede, Codó, Itapecuru Mirim, Matões do Norte, Miranda do Norte, Nina Rodrigues, Peritoró, Pirapemas, Presidente Vargas, São Mateus do Maranhão, Timbiras y Vargem Grande.
La sede de la diócesis se encuentra en la ciudad de Coroatá, en donde se halla la Catedral de Nuestra Señora de la Piedad.
En 2021 en la diócesis existían 23 parroquias. 

## Historia
La diócesis fue erigida el 26 de agosto de 1977 con la bula Qui benevolentissimi Dei del papa Pablo VI, obteniendo el territorio de la arquidiócesis de São Luís do Maranhão.
El 19 de julio de 2001 amplió su territorio con el municipio de Alto Alegre do Maranhão, perteneciente a la diócesis de Bacabal mediante el decreto Quo aptius.

## Estadísticas
Según el Anuario Pontificio 2022 la diócesis tenía a fines de 2021 un total de 463 600 fieles bautizados.
| Año                                                                             | Población            | Población | Población      | Sacerdotes | Sacerdotes    | Sacerdotes    | Bautizados por sacerdote | Diáconos permanentes | Religiosos | Religiosos | Parroquias |
| Año                                                                             | Bautizados católicos | Total     | % de católicos | Total      | Clero secular | Clero regular | Bautizados por sacerdote | Diáconos permanentes | Varones    | Mujeres    | Parroquias |
| ------------------------------------------------------------------------------- | -------------------- | --------- | -------------- | ---------- | ------------- | ------------- | ------------------------ | -------------------- | ---------- | ---------- | ---------- |
| 1980                                                                            | 367 000              | 416 000   | 88.2           | 10         | 10            |               | 36 700                   |                      | 2          | 26         | 10         |
| 1990                                                                            | 389 600              | 458 451   | 85.0           | 20         | 16            | 4             | 19 480                   |                      | 4          | 36         | 17         |
| 1999                                                                            | 356 000              | 445 000   | 80.0           | 20         | 16            | 4             | 17 800                   |                      | 4          | 48         | 19         |
| 2000                                                                            | 349 805              | 429 775   | 81.4           | 22         | 17            | 5             | 15 900                   |                      | 7          | 46         | 19         |
| 2001                                                                            | 373 192              | 466 490   | 80.0           | 25         | 22            | 3             | 14 927                   |                      | 7          | 54         | 19         |
| 2002                                                                            | 374 065              | 467 570   | 80.0           | 24         | 20            | 4             | 15 586                   |                      | 7          | 55         | 19         |
| 2003                                                                            | 380 173              | 475 217   | 80.0           | 25         | 21            | 4             | 15 206                   |                      | 7          | 52         | 19         |
| 2004                                                                            | 383 589              | 479 487   | 80.0           | 29         | 24            | 5             | 13 227                   |                      | 24         | 49         | 19         |
| 2006                                                                            | 401 134              | 501 418   | 80.0           | 31         | 25            | 6             | 12 939                   |                      | 22         | 51         | 19         |
| 2013                                                                            | 435 000              | 544 000   | 80.0           | 36         | 30            | 6             | 12 083                   |                      | 17         | 53         | 22         |
| 2016                                                                            | 445 600              | 557 500   | 79.9           | 37         | 31            | 6             | 12 043                   | 4                    | 10         | 51         | 25         |
| 2019                                                                            | 456 370              | 570 950   | 79.9           | 37         | 29            | 8             | 12 334                   | 16                   | 29         | 50         | 23         |
| 2021                                                                            | 463 600              | 580 000   | 79.9           | 36         | 27            | 9             | 12 877                   | 15                   | 14         | 50         | 23         |
| Fuente: Catholic-Hierarchy, que a su vez toma los datos del Anuario Pontificio. |                      |           |                |            |               |               |                          |                      |            |            |            |

## Episcopologio
- Reinaldo Ernst Enrich Pünder † (5 de mayo de 1978-16 de enero de 2011 falleció)
- Sebastião Bandeira Coêlho, por sucesión el 16 de enero de 2011